# Пырву, Йонел
Йо́нел Анто́нел Пы́рву (рум. Ionel Antonel Pârvu; род. 23 июня 1970, Стылпень, Арджеш) — румынский футболист, полузащитник; тренер.

## Карьера
В 2000 году играл в запорожском «Металлурге». В 2002 году играл в симферопольской «Таврии». В 2003 году перешёл в новороссийский «Черноморец». Позже вернулся в «Таврию».

## Достижения
- Финалист Кубка Премьер-лиги: 2003